# Región de Mingrelia-Alta Esvanetia
La región de Mingrelia-Alta Esvanetia (en georgiano: სამეგრელო-ზემო სვანეთი, romanizado: Samegrelo-Zemo Svaneti) es una región al noroeste de Georgia que ocupa los territorios históricos georgianos de Mingrelia y Esvanetia. La capital y ciudad más grande de la región es la ciudad de Zugdidi. La región incluye la costa este del mar Negro y por el norte la cordillera del Cáucaso.

## Geografía
La región de Mingrelia-Alta Esvanetia se encuentra en el parte noroeste de Georgia. El territorio de la región ocupa el la superficie de 7.441 km² y es la segunda región más extensa del país. La región tiene fronteras desde el oeste con Abjasia y el mar Negro en el norte con Rusia, al este con la región de Racha-Lechjumi y Baja Esvanetia, en el sureste con región de Imericia y región de Guria, al sur.

## Organización territorial
La región tiene una ciudad autónoma (Poti) y 8 municipios con 143 comunidades administrativas (temi), totalizando 531 asentamientos poblados:
- Ocho ciudades: Abasha, Jobi, Jvari, Martvili, Poti, Senaki, Tsalenyija y Zugdidi.
- Dos asentamientos urbanos: Mestia, Chjorotsku
- 521 pueblos.

| Mapa                    | Municipio |
| ----------------------- | --------- |
|                         | Poti      |
| Municipio de Abasha     |           |
| Municipio de Chjorotsku |           |
| Municipio de Jobi       |           |
| Municipio de Martvili   |           |
| Municipio de Mestia     |           |
| Municipio de Senaki     |           |
| Municipio de Tsalenyija |           |
| Municipio de Zugdidi    |           |

## Demografía

### Grupos étnicos
Según el censo de Georgia de 2014, el 99,37% de la población es georgiana y el 0,35%, rusa. Otros grupos étnicos que viven en la región incluyen ucranianos, armenios, abjasios y griegos.

### Idiomas
El georgiano lo habla toda la población de la región y las minorías étnicas como los rusos y otros. El mingreliano es una lengua kartveliana hablada por los mingrelianos, un subgrupo de personas georgianas y nativo de Mingrelia.
El esvano es también una lengua kartveliana, hablada por los esvanos, un subgrupo de georgianos nativos de Esvanetia.

### Religión
Alrededor del 99% de la población se identifica como cristianos ortodoxos. También existen pequeñas minorías de cristianos armenios y católicos.

## Galería

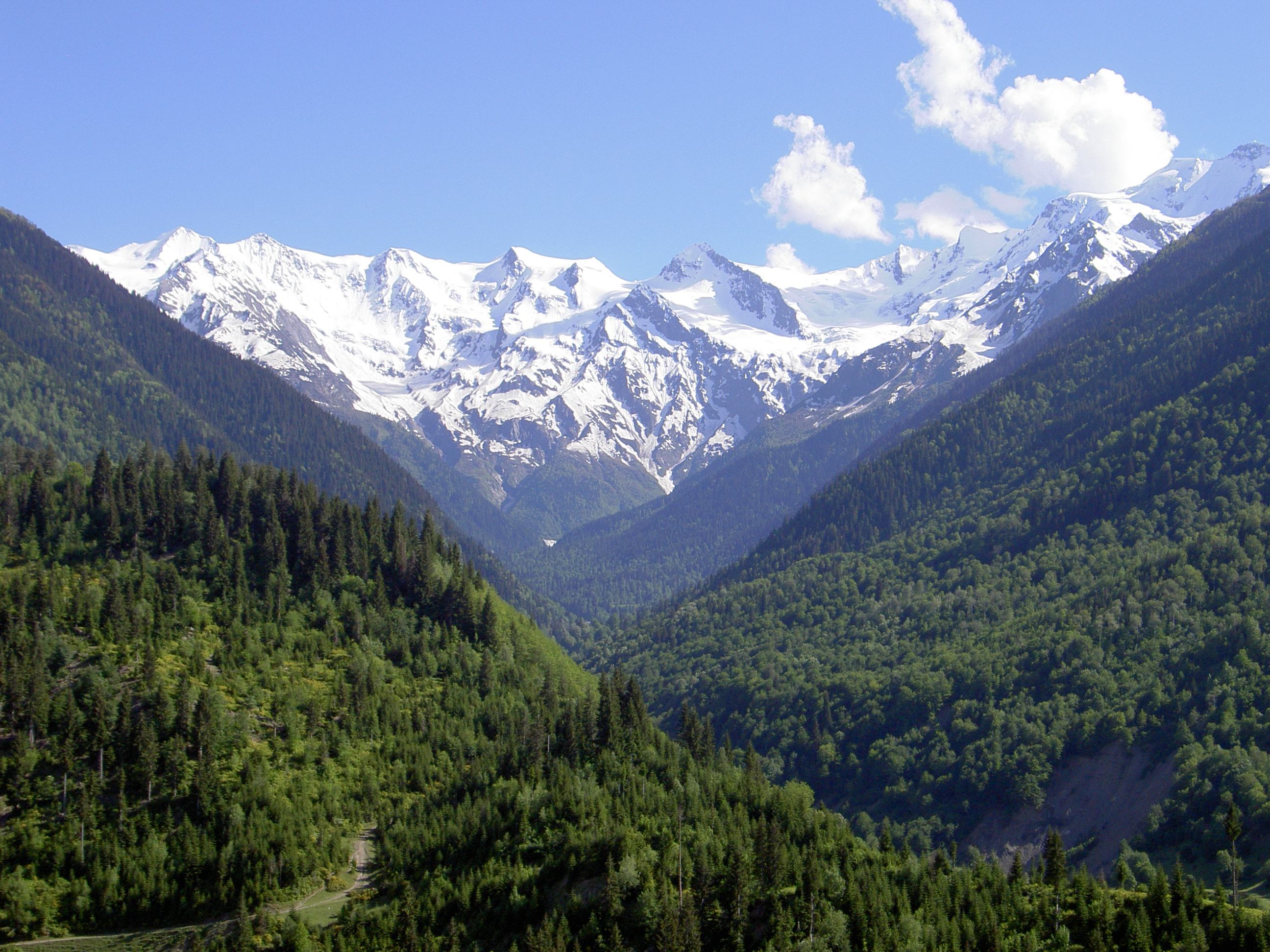
Montañas de Esvanetia
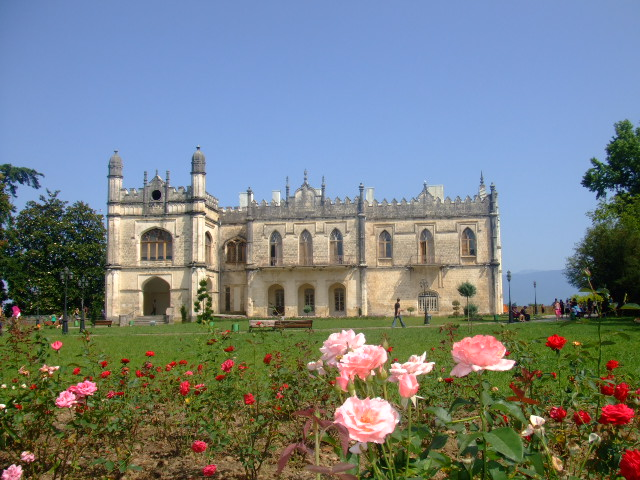
Palacio de los Dadiani
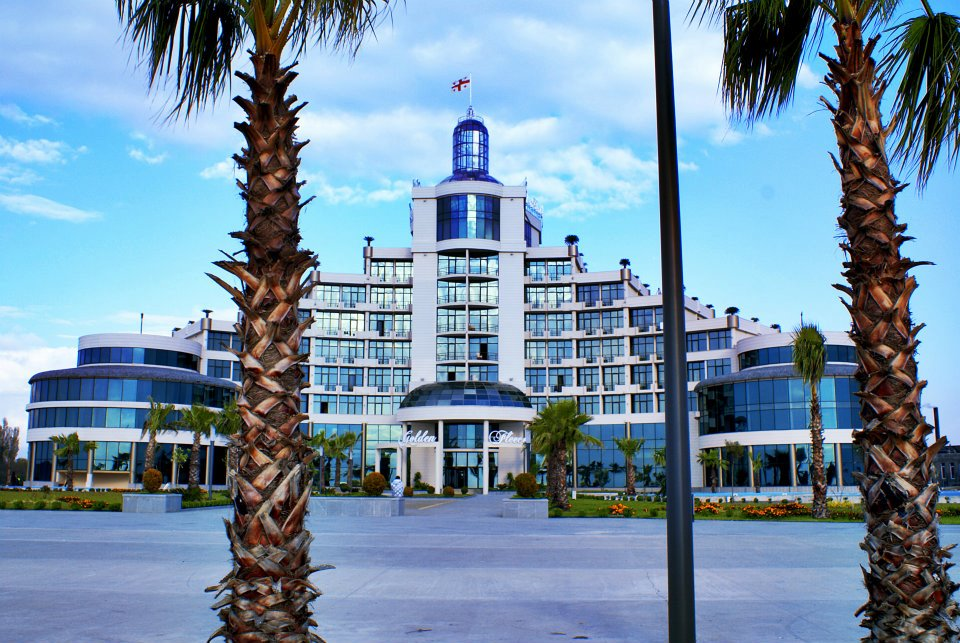
Anaklia